# Loxops
Loxops là một chi chim trong họ Fringillidae.